# ژائو جیوی
ژائو جیوی (انگلیسی: Zhao Jiwei؛ زادهٔ ۲۵ اوت ۱۹۹۵) بازیکن بسکتبال اهل چین است.
وی در مسابقات کشوری و بین‌المللی در مجموع برندهٔ ۱ مدال طلا، ۱ مدال برنز شده‌است.